# Corbizzi

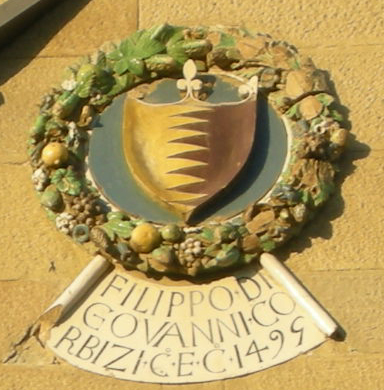
Stemma della famiglia Corbizzi, Sansepolcro

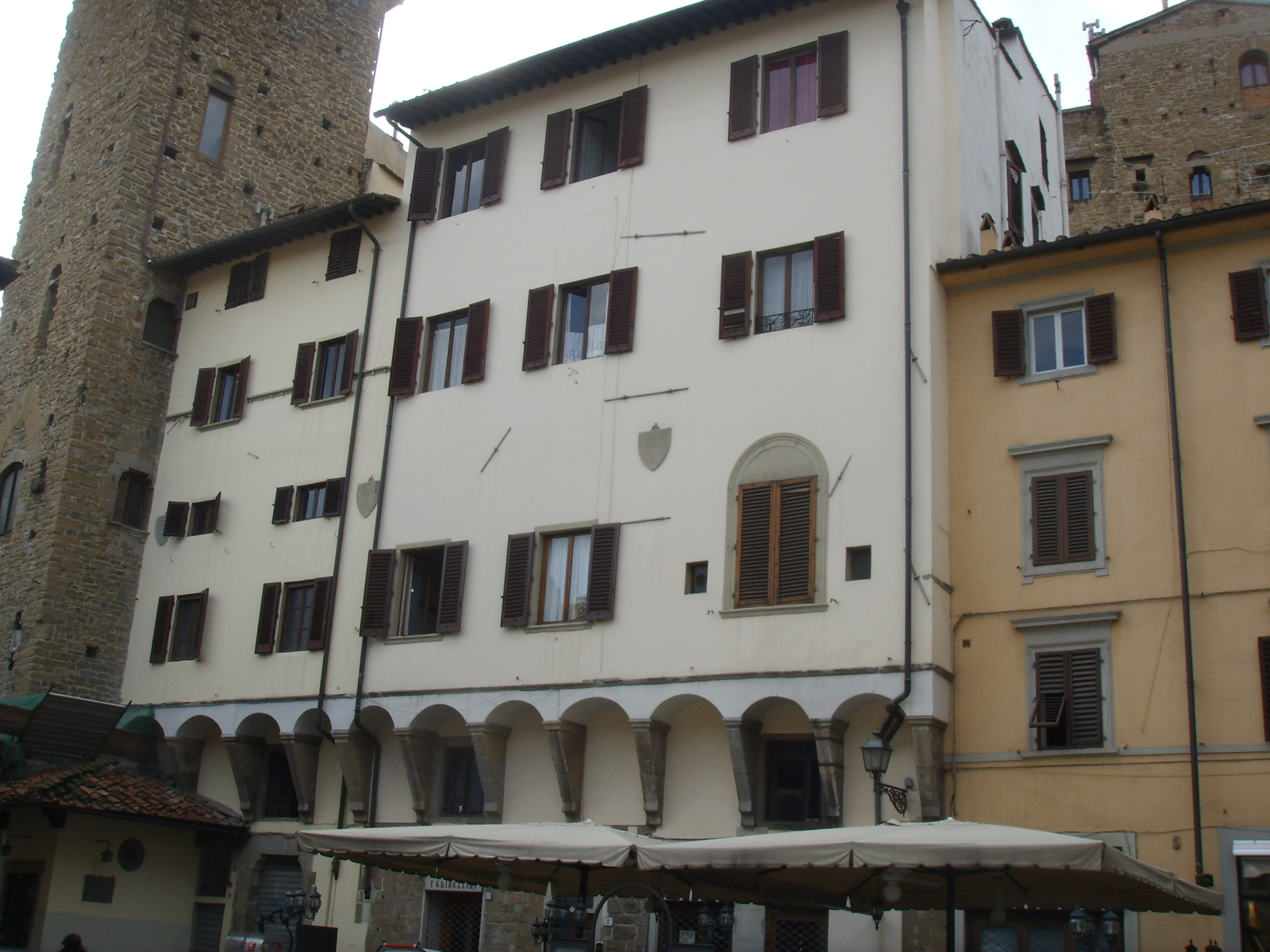
Palazzo Corbizi a Firenze

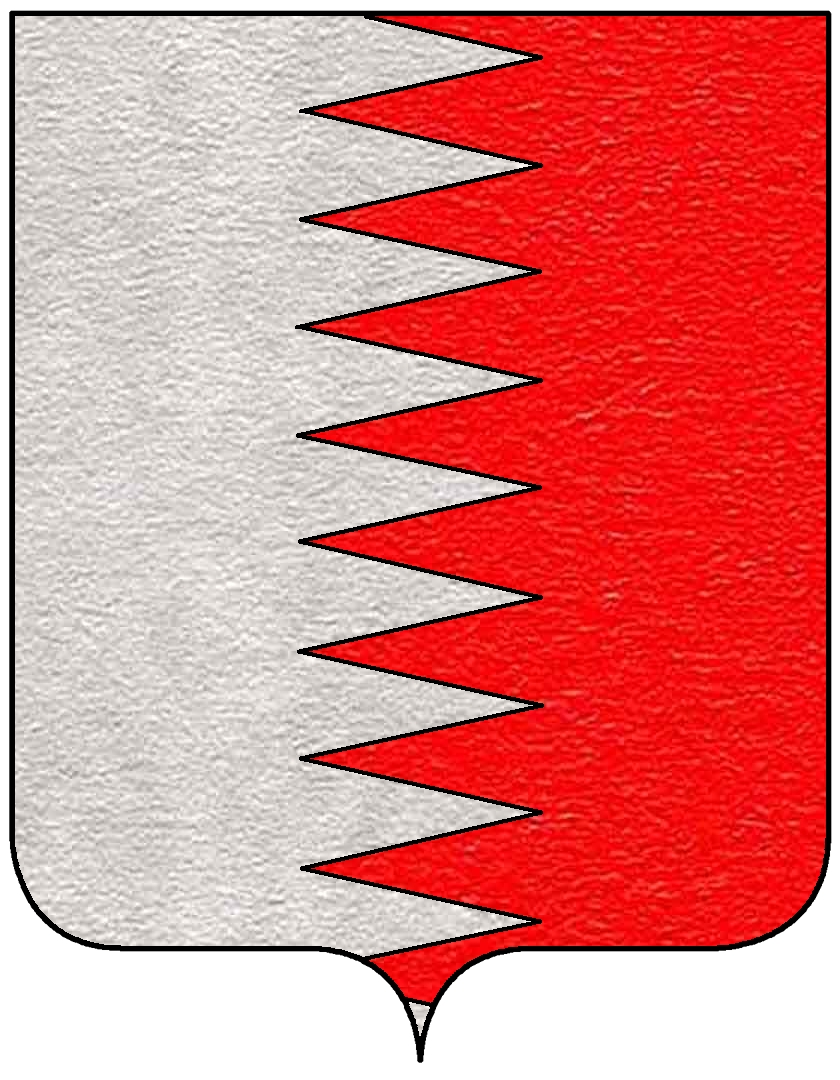
Stemma Corbizi

I Corbizzi (conosciuti anche come Corbizi, Chorbici, Corbici) furono un'antica famiglia originaria di Fiesole, che si trasferì nel XII secolo a Firenze; un ramo si trapiantò poi a Castrocaro Terme e Forlì (inizi XIV secolo).

## Storia familiare
Come ricorda Nicola Ottokar ne "Il comune di Firenze alla fine del Dugento" (Einaudi, con una introduzione di Ernesto Sestan, 1974) «...Gli Altoviti erano un ramo della nobile famiglia dei Corbizzi» retrodatando ulteriormente la nobile famiglia al tempo delle invasioni longobarde.
Longobardo Corbizzo viene considerato generalmente dagli storici come il capostipite dell'omonima famiglia. Gli scarsi dati al riguardo ci indicano come nel 1192 avesse abitato nel Borgo Santi Apostoli a Firenze e che avesse avuto sette figli: Davanzato, Altovita, Iscorcia, Corbizzo, Squarcialupo, Iacopo e Caccia. Con riferimento ad Altovito si suppone con una certa aderenza storica che tale figlio fosse stato il capostipite dell'omonima famiglia fiorentina degli Altoviti, lo stesso dicasi per Squarcialupo capostipite della famiglia Squarcialupi. In ogni caso la famiglia era nella stessa consorteria degli Altoviti e si dedicò all'attività mercantile, riscuotendo un buon successo nel periodo d'oro dei commerci fiorentini tra il XIII e XIV secolo. Nella famiglia vi furono alcuni Gonfalonieri di Giustizia (come Filippo Corbizzi, all'epoca di Savonarola) e priori.
Un ramo della famiglia si trasferì a Castrocaro Terme e Forlì ai primordi del XIV secolo.

## Dimore storiche
- Palazzo Corbizi a Firenze
- Palazzo Corbizzi o Corbizi a Forlì
- Palazzo Corbizzi o Corbizi a Castrocaro Terme
- Casa del Miracolo, Forlì

## Esponenti
- Longobardo di Corbizzo, presunto capostipite dell'omonima famiglia.
- Ruggero dei Corbizzi,  Magister per l'Italia dell'ordine del Tempio di Gerusalemme nel 1240.
- Angiolino de' Corbizzi, navigatore che compì nel 1341 un viaggio alle Isole Canarie, per conto di Alfonso IV del Portogallo con Nicoloso da Recco.
- Corbizzo da Castrocaro, il seguace di Savonarola che schiaffeggiò uno degli Otto (che voleva uccidere Savonarola), a Firenze, il 4 maggio 1497, durante un tumulto tra Arrabbiati e Piagnoni[1].
- Diversi membri sono citati nei registri per la costruzione di Santa Maria del Fiore a Firenze.